# Chrysosplenium griffithii
Chrysosplenium griffithii är en stenbräckeväxtart som beskrevs av Joseph Dalton Hooker och Thoms.. Chrysosplenium griffithii ingår i släktet gullpudror, och familjen stenbräckeväxter. Utöver nominatformen finns också underarten C. g. intermedium.